# Тагаст
Тагаст – римско–берберский город на территории современного Алжира, который сейчас называется Сук–Ахрас. Город был местом рождения святого Августина.

## История
Первоначально Тагаст был небольшой нумидийской деревней, населенный берберским племенем, в котором родился Августин Иппонийский в 354 году нашей эры. Его мать святая Моника была христианкой, а отец Патриций (с римскими корнями) был сначала язычником, а потом принял христианство.
Город располагался на северо–восточном нагорье Нумидии. Он находился примерно в 97 километрах от Гиппона Царского (современная Аннаба), в 32 километрах к юго-западу от Тубурсикума (Хамисса) и примерно в 240 километрах от Карфагена (на побережье Туниса).

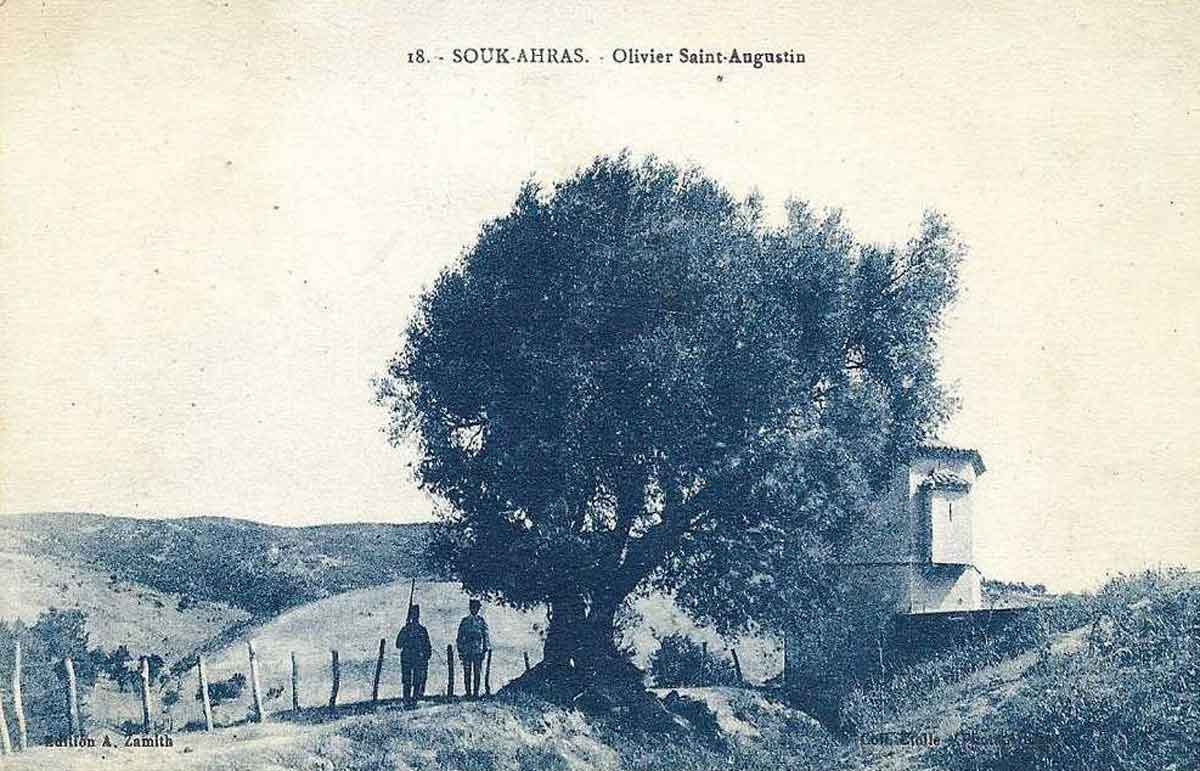
Оливковое дерево, которое, как полагают, было посажено святым Августином

Тагаст был расположен в районе, полном густого леса. В древности этот район был известен своими горами, которые использовались в качестве естественной цитадели против различных иноземных захватчиков, включая римлян, византийцев, вандалов и Омейядов.
В римский период в городе увеличилась торговля, которая процветала в основном при правлении Септимия Севера. Тагаст стал римским муниципалитетом в первом веке римского владычества. Город упоминается Плинием Старшим. Как муниципалитет Тагаст был заселен несколькими римскими итальянскими иммигрантами, но в основном его населяли латинизированные коренные берберы.
Римский историк Плиний писал, что Тагаст был важным христианским центром в римской Африке. В нем была базилика и римско–католическая епархия, последняя из которых была самой важной в византийской Нумидии. В истории известны три епископа Тагаста: святой Фирмин, святой Алипий (друг святого Августина) и святой Геннар.
Существует предание, что святой Августин медитировал под оливковым деревом на холме Тагаста: это дерево все еще существует и до сих пор является местом воссоединения последователей августинской духовности.
Византийцы укрепили город стенами. К концу седьмого века он пал под власть Омейядского халифата. После столетий забвения французские колонисты восстановили город, который сейчас называется Сук–Ахрас.

## Другие данные
В настоящее время филологи и исследователи с Канарских островов (Испания) связывают Тагаст с Тегесте. Последнее происходит от слова, означающего «влажный», и имеет происхождение от языка гуанчей, который имел берберское происхождение.

## Связанные люди
- Святая Моника
- Августин Иппонийский, Доктор Церкви
- Марциан Капелла, автор
- Апулей, автор
- Алипий Тагастский, епископ, празднуемый 15 августа
- Фирм и Рустик, христианские мученики (4 век)
- Такфаринат, сопротивлялся римским вторжениям